# Obserwatorium Astronomiczne w Ostrowiku
Północna Stacja Obserwacyjna Obserwatorium Astronomicznego Uniwersytetu Warszawskiego znajduje się w miejscowości Ostrowik niedaleko Otwocka. Na wyposażeniu obserwatorium znajduje się 60-centymetrowy teleskop Cassegraina produkcji Carl Zeiss, wyposażony w kamerę CCD 512x512 px Tektronix.
Aktualnie teleskop wykorzystywany jest głównie przez studentów w celach szkoleniowych, prowadzona jest też praca badawcza:
- obserwacje obiektów zmiennych (m.in. obiekty przejściowe wykryte przez teleskop satelity Gaia)
- obserwacje meteorów dzięki stacji bolidowej PFN01 (projekt studenckiego Koła Naukowego Astronomów UW).

Ostrowickie obserwatorium jest zaangażowane w działalność popularyzatorską. Na terenie obserwatorium od 2021 r. znajduje się model Układu Słonecznego, w którym odległość Słońce–Neptun to około 500 m. Do pokazów nieba wykorzystywany jest refraktor o średnicy 25 cm produkcji firmy Sir Howard Grubb-Parsons and Co., który przed wojną znajdował się w obserwatorium na Popie Iwanie. Zwiedzanie i zajęcia popularyzatorskie oferowane są tylko szkolnym grupom zorganizowanym oraz w ramach Festiwalu Nauki. Wspólnie z Krajowym Funduszem na rzecz Dzieci obserwatorium organizuje warsztaty i staże naukowe dla zdolnych uczniów szkół średnich.

## Historia
Teren, na którym znajduje się obserwatorium, był wcześniej majątkiem ziemskim, a później PGR. Początkowo działka obserwatorium miała powierzchnię 64 ha, ale w czerwcu 1951 r. zmniejszono ją do 12 ha. Budynki znajdujące się na jego terenie zostały zniszczone w czasie wojny. Komisja UW przejęła teren pod budowę obserwatorium dnia 23 marca 1948 r. W lipcu następnego roku przeniesiono do Ostrowika inwentarz (2 wagony kolejowe i 2 ciężarówki) z tymczasowej powojennej lokalizacji astronomów warszawskich w Przegorzałach (obrzeża Krakowa). Stację w Przegorzałach ostatecznie zamknął Jan Gadomski w lipcu 1950 roku. Na przełomie lat 40. i 50. w Ostrowiku ustawiono dwie kopuły: o średnicy 3,7 m z wypalonego budynku obserwatorium w Warszawie oraz o średnicy 4 m z obserwatorium Władysława Szaniawskiego w Przegalinach. Oficjalnie obserwatorium działa w Ostrowiku od 1952 roku. Jednymi z instrumentów używanych w Przegorzałach oraz początkowo w Ostrowiku były poniemieckie lunety uzyskane z czechosłowackiego Obserwatorium nad Łomnickim Stawem w ramach wymiany barterowej. Pierwsza praca naukowa wykonana w Ostrowiku to obserwacje SW Lac (układ podwójny typu W UMa) wykonane przez Krzysztofa Serkowskiego fotometrem klinowym i refraktorem 25 cm w wakacje 1950 roku. W 1955 r. do Ostrowika po raz pierwszy przyjechał Bohdan Paczyński (15-letni wówczas, później wybitny astrofizyk). 
Teleskop 60 cm oddano do użytku 3 października 1973 r.. Duży wkład w powstanie teleskopu miały Maria Glegolska, Janina Rosiecka i Andrzej Walczak. Teleskop umieszczony jest na żelbetonowym słupie (średnica 1,6 m, wysokość 11,65 m, ciężar 60 t). Pomieszczenia techniczne znajdują się na niższych kondygnacjach otaczających słup. Budynek osłonięty jest aluminiowym ekranem odsuniętym o 90 cm od elewacji, co minimalizuje zakłócenia atmosfery powodowane przez oddawania ciepła budynku. Projektant Piotr Zajlich otrzymał nagrodę Ministra Budownictwa i Przemysłu Materiałów Budowlanych za wybitne osiągnięcia w projektowaniu architektury. 
Na teleskopie 60 cm latem 1987 r. uruchomiono fotometr dwukanałowy. W lipcu 1991 r. zainstalowano pierwszą w Polsce kamerę CCD, a w roku następnym udostępniono ją naukowcom z innych ośrodków w trybie obserwacji zarówno osobistych, jak i zleconych. Doświadczenie w budowie instrumentów zdobyte przez warszawskich astronomów w Ostrowiku dały podstawę do budowy instrumentów projektu OGLE.  
Od lipca 1995 r. z Ostrowikiem wiąże się Pracownia Komet i Meteorów – wtedy odbywa się I Obóz Astronomiczny PKiM. W listopadzie 2002 r. członkowie Pracowni Komet i Meteorów przeprowadzili pierwsze obserwacje meteorów kamerami wideo. Obserwacje meteorów kamerami wideo na stałe (oraz doraźnie aparatami fotograficznymi) prowadzone były od lutego 2004 r., kiedy to powstała Polska Sieć Bolidowa. 

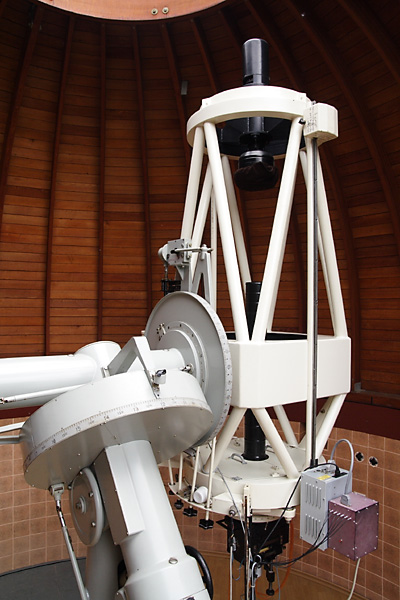
Teleskop
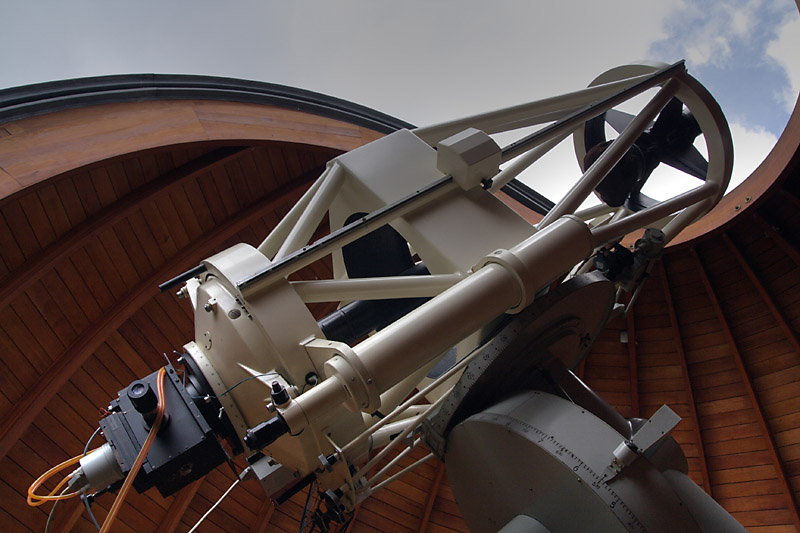
Teleskop
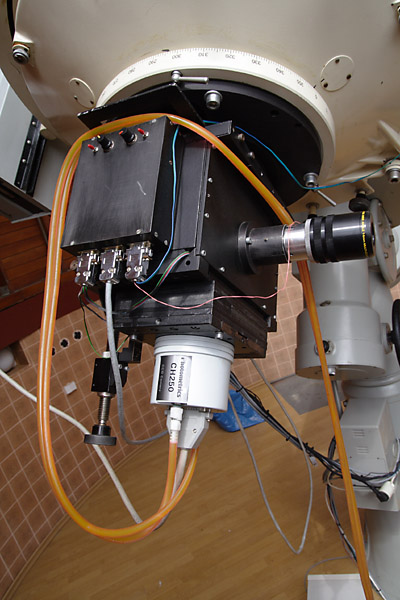
Kamera CCD
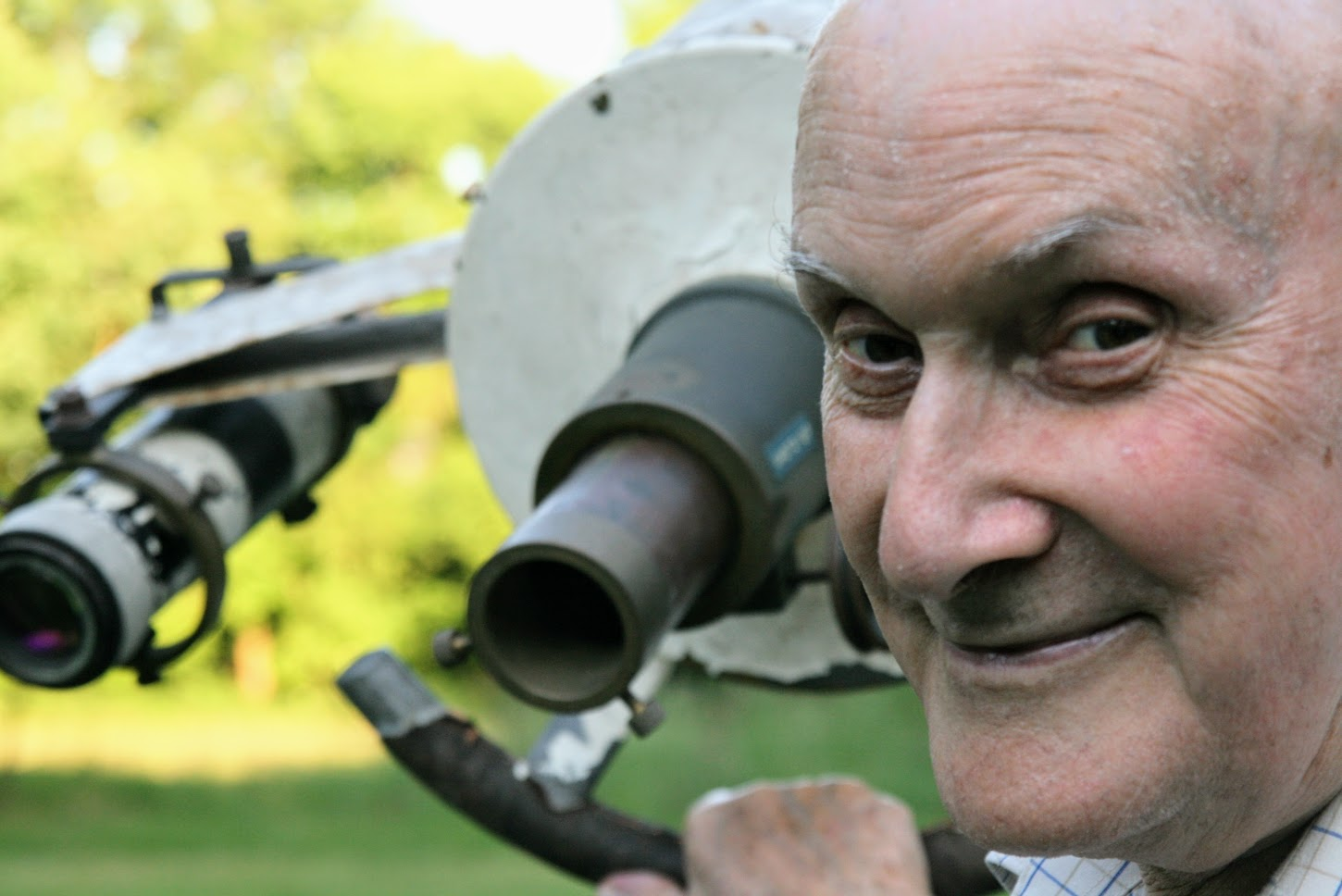
dr Wojciech Krzemiński i refraktor Grubb